# جامعة غرب بوهيميا
جامعة غرب بوهيميا ( باللغة التشيكية: Západočeská univerzita v Plzni ) هي جامعة تقع في مدينة بلزن غرب جمهورية التشيك . تأسست في العام 1991 وتتكون من تسع كليات.

## التاريخ
تأسست الجامعة نتيجة لدمج كلية الهندسة الميكانيكية والكهربائية وكلية التربية في بلزن.
تأسست كلية الهندسة الميكانيكية والكهربائية في عام 1949 كجزء من الجامعة التقنية التشيكية في براغ. وأصبحت كلية مستقلة في عام 1953.
تم تشكيل كلية الهندسة الكهربائية وكلية الهندسة الميكانيكية في عام 1960. كما تم تشكيل كلية العلوم التطبيقية وكلية الاقتصاد في عام 1990. تأسست كلية التربية في عام 1948 كفرع لبلزن تابع لكلية التربية التابعة لجامعة تشارلز في براغ. أصبحت كلية مستقلة في عام 1953 ثم أُعيد تسميتها بمعهد التربية. أصبحت كلية التربية المستقلة في عام 1964. تم دمج الكليتين في عام 1991 لتشكيل جامعة غرب بوهيميا.
تأسست كلية الحقوق في عام 1993، وكلية الفلسفة والفنون في عام 2001، وكلية الفنون والتصميم في عام 2013، وكلية الدراسات الصحية في عام 2008 عندما تم دمج الكلية الخاصة في بلزن مع الجامعة.

## الهيكلة التنظيمية

حرم بوري

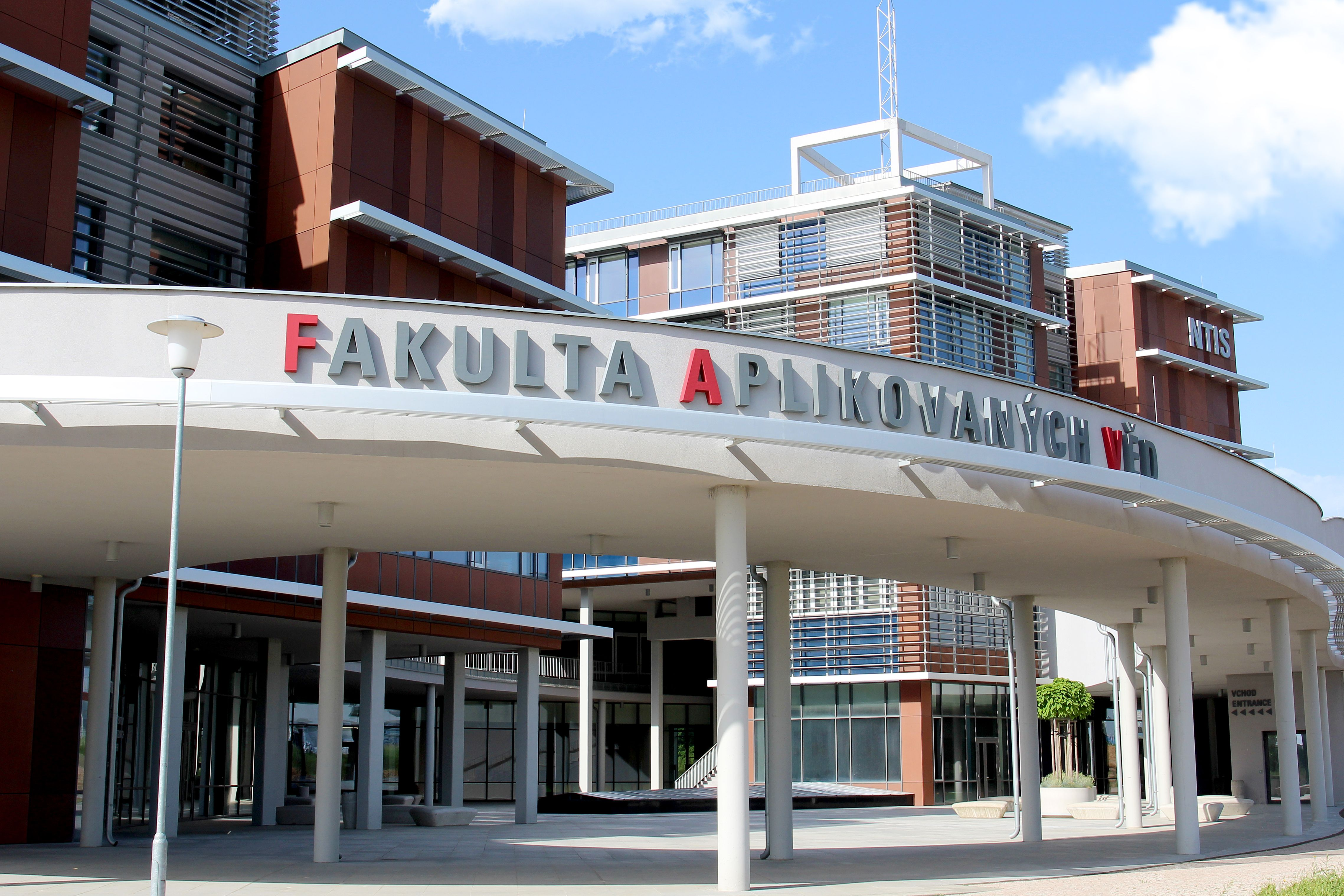
كلية العلوم التطبيقية

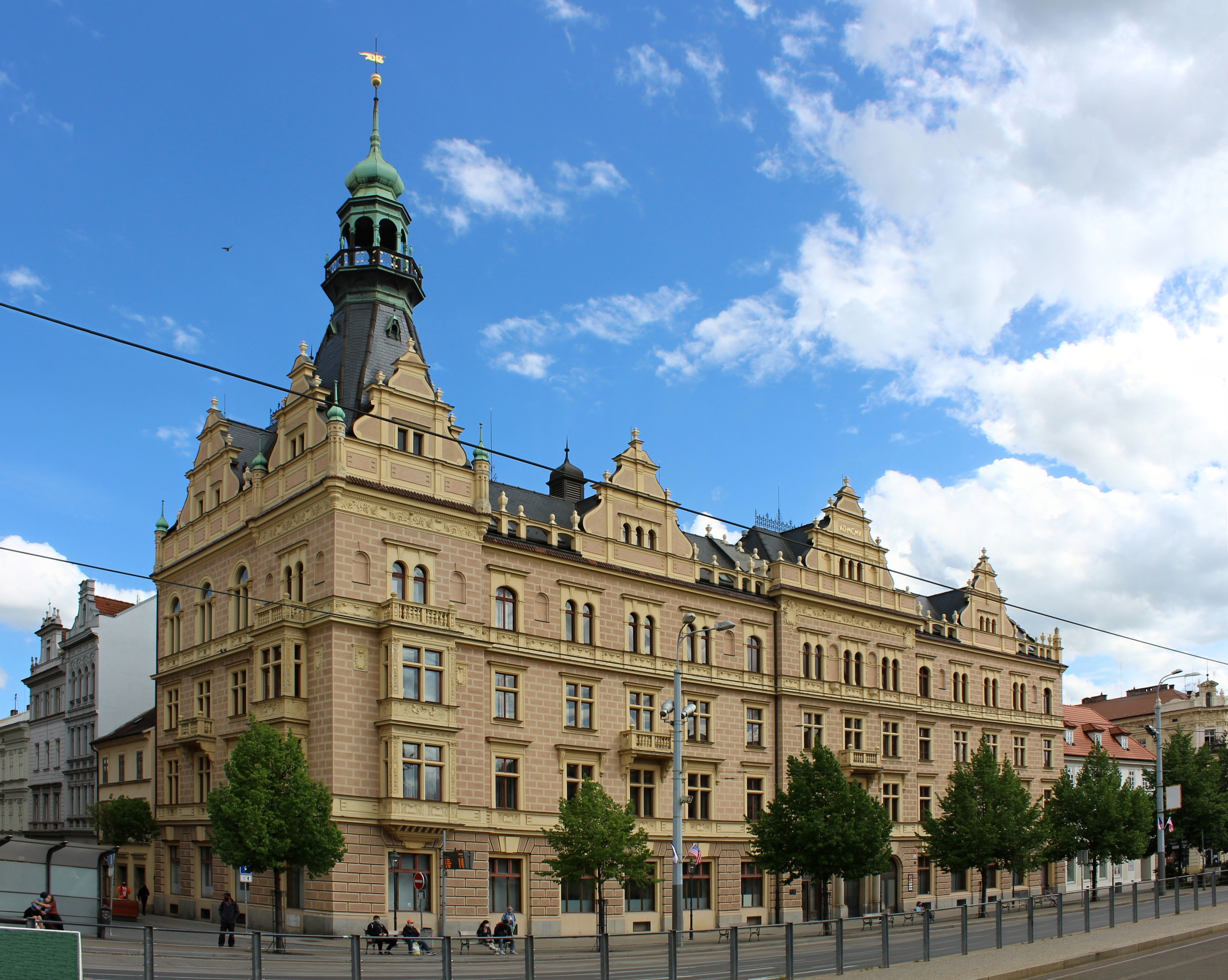
كلية الحقوق

تُشكل الكليات الوحدات الأساسية في الجامعة، حيث تُنفذ كل وحدة برامجها الأكاديمية الخاصة. كما تتحمل الأقسام والمعاهد مسؤولية تقديم الدورات وإجراء الأبحاث.
1. كلية العلوم التطبيقية
2. كلية الاقتصاد
3. كلية الهندسة الكهربائية
4. كلية الفلسفة والفنون
5. كلية التربية
6. كلية الحقوق
7. كلية الهندسة الميكانيكية
8. كلية لاديسلاف سوتنار للتصميم والفنون
9. كلية العلوم الطبية
10. معهد دراسات اللغة التطبيقية
11. مركز الأبحاث للتقنيات الجديدة في منطقة غرب بوهيميا